# Vele hemels boven de zevende (film)
Vele hemels boven de zevende is een Belgische dramafilm uit 2017 onder regie van Jan Matthys. De film is gebaseerd op de gelijknamige debuutroman van Griet Op de Beeck.

## Verhaal
Leden van een Vlaamse familie zijn in gevecht met elkaar, maar vooral met zichzelf. De zussen Elsie en Eva zijn ongelukkig in de liefde. Eva is wanhopig op zoek naar een lief. Elsie is getrouwd, maar wordt verliefd op een ander. Elsies dochter Lou is het pispaaltje op school en opa Jos is een alcoholist die een geheim met zich meedraagt. De spanningen komen tot uitbarsting op het verjaardagsfeest van oma Jeanne. Jos probeert zich staande te houden door te accepteren wat er is. Eva houdt het niet vol en stapt uit het leven. Lou en Elsie willen geloven dat verandering mogelijk is. Op de receptie van de uitvaart van Eva verlaat Elsie haar man voor haar minnaar.  

## Rolverdeling
| Acteur            | Personage |
| ----------------- | --------- |
| Brit Van Hoof     | Eva       |
| Sara De Roo       | Elsie     |
| Koen De Graeve    | Casper    |
| Viviane De Muynck | Jeanne    |
| Nell Cattrysse    | Lou       |
| Jos Verbist       | Karel     |
| Herman Gilis      | Jos       |
| Peter Seynaeve    | Walter    |
| Femke Vanhove     | June      |

## Prijzen en nominaties
De film won in 2017 de publieksprijs op het Leiden International Film Festival. In 2018 werd Viviane De Muynck genomineerd voor de Ensor voor beste actrice en Spinvis voor de Ensor voor beste muziek.